# Archasia pallida
Archasia pallida är en insektsart som beskrevs av Leon Fairmaire. Archasia pallida ingår i släktet Archasia och familjen hornstritar. Inga underarter finns listade i Catalogue of Life.